# Mouvement ouvrier français face à la Première Guerre mondiale
Avant la Première Guerre mondiale, le mouvement ouvrier français est représenté principalement par deux organisations: la SFIO depuis 1905, et la CGT. Toutes deux, bien qu'elles pratiquent souvent un réformisme de fait, proclament avoir l’objectif de renverser le capitalisme. Cela sous-entend de défendre la paix, car la « solidarité de classe » prime sur la « solidarité nationale ». Autrement dit, la classe ouvrière est plus importante que la patrie, où se trouvent ceux qui l’exploitent : c'est la base de l'internationalisme. Les guerres ne font, pour le mouvement ouvrier, que le jeu des capitalistes et réciproquement, Jaurès proclame que c'est le capitalisme qui est seul responsable de celles-ci. Il n’y a donc, en théorie, qu’une seule attitude à avoir : être antipatriotique, et même antimilitariste. En l'occurrence, la position internationaliste et pacifiste du mouvement ouvrier français proclame qu'en cas de menace de guerre, les partis ouvriers français se joindront aux forces socialistes alliées au sein de la deuxième Internationale pour faire échouer les préparatifs militaires. Cependant, cet antimilitarisme est tempéré par la tradition de la "Défense nationale" héritée de la Révolution. Et au déclenchement de la guerre, les chefs syndicalistes et socialistes vont rapidement renoncer à leurs positions révolutionnaires pour s'engager dans la défense du pays au sein de l'Union Sacrée.

## Le mouvement ouvrier contre la guerre

### L’idéologie du mouvement ouvrier
1914. L'Autriche-Hongrie déclare la guerre à la Serbie, et ce n'est qu’une question de jours avant que les alliés de la Serbie n’attaquent ceux de l’Autriche, c'est-à-dire que la Russie et la France attaquent l’Allemagne. En effet la France est doublement impliquée, par l’alliance avec la Russie et par sa politique coloniale et financière qui s’oppose à l’Allemagne. Le mouvement ouvrier est conscient du danger qui s’annonce, et reste fidèle à son idéologie de refus catégorique de la guerre.
Depuis 1905, les socialistes français sont rassemblés dans la SFIO, section française de l’Internationale ouvrière. Mais il existe des nuances quant à leurs positions face à la guerre.
Pour Jules Guesde, c'est la victoire définitive sur le capitalisme qui assurera la paix. Il refuse de dissocier la lutte contre le militarisme de celle contre le capitalisme. Selon lui, le prolétaire français a, depuis 1848, une patrie à défendre car elle est la plus avancée sur la voie du socialisme.

« La grève militaire […] serait, si elle pouvait se réaliser, un crime de haute trahison envers le socialisme, puisque, forcément limitée aux pays à fort parti socialiste, elle les livrerait aux pays comme la Russie où un parti socialiste est encore à créer et où aucune grève, par suite, ne viendrait entraver la mobilisation de l'armée et sa marche en avant. Découvrir, désarmer l'Occident socialiste devant la barbarie asiatique, [serait…] l'effet de la tactique préconisée […]. »

— Jules Guesde, Le Socialiste, 26 août 1893, cité par Michel Winock, « Socialisme et patriotisme en France (1891-1894) », Revue d’histoire moderne et contemporaine, juillet-septembre 1973, p. 382.
La conception de Guesde s’oppose à l’humanisme libéral de Jean Jaurès et Édouard Vaillant.[réf. nécessaire] Il y a également des militants qui se démarquent, comme Gustave Hervé, antipatriote et antimilitariste, qui encourage le sabotage (hervéisme) et l’insurrection. Il faut préciser que les socialistes en France sont en phase avec l’Internationale, qui déclare que c’est un devoir pour la classe ouvrière d’Europe de tout faire pour empêcher la guerre ou pour l’arrêter. Dès 1891, l’Internationale socialiste invite « tous les travailleurs à protester, par une agitation incessante, contre toutes les tentatives de guerre ».
Mais il n’y a pas toujours que du pacifisme catégorique : le mouvement ouvrier est opposé à la guerre « bourgeoise », et doit lutter contre elle, au besoin par la grève générale. Face à l’extrémisme de Gustave Hervé, qui est pour la « guerre sociale », Jean Jaurès argumente en 1910 en faveur d’une armée de citoyens, une armée populaire, contestant l’antipatriotisme de Hervé. Le patriotisme est indispensable[citation nécessaire], et Jaurès n’est pas contre la guerre quand elle se limite à défendre le sol national.
La Confédération générale du travail (CGT) de son côté, a sa propre politique, et se démarque du parti socialiste. En tant qu’organisation prolétarienne la plus ancienne (datant de 1895), elle souhaite rester indépendante vis-à-vis de sa politique. Dominée par le courant anarcho-syndicaliste, la CGT ressemble à un véritable parti dont les vues sont la conquête révolutionnaire du pouvoir, grâce à la grève générale, et l’instauration d’une société nouvelle qui gravite autour des syndicats. Ainsi, elle se méfie des chefs socialistes qui veulent faire de la CGT une annexe du Parti socialiste, comme Jules Guesde, mais se rapproche du courant socialiste de Jean Allemane. La CGT organise la plus grande partie de la masse du prolétariat. Elle compte à peu près 700 000 syndiqués et constitue une véritable force ouvrière.
Jusqu’en 1909, le président de la CGT, Victor Griffuelhes, incarne ce syndicalisme révolutionnaire, contre les patrons, l’État et les militaires, et à côté des socialistes. Quand il se retire, il cède sa place à Léon Jouhaux. Celui-ci perpétue l’idée du pacifisme révolutionnaire et de la grève générale, comme on peut le voir dans les évènements du 16 décembre 1912, quand une grève générale paralyse le pays. Ceci constitue une sorte d’avertissement pour ceux qui osent déclarer la guerre. À la veille de 1914, la position de la CGT est donc claire : la paix ou la révolution. La CGT fait la « guerre à la guerre ».
Se situant principalement dans le cadre de la CGT, les anarchistes prévoient la réaction face à la guerre par le sabotage des voies ferrées, et des mobilisations. L’action anarchiste est symbolisée par « le mouvement anarchiste », revue dirigée par Henry Combes. Le symbole de la propagande des anarchistes est la « brochure rouge », qui explique la théorie de la guerre des classes plutôt que la guerre des races, et les actions utiles, comme le sabotage.

### La modération socialiste
Les plus modérés du mouvement ouvrier ont à partir de 1913, après la crise des Balkans et la crise marocaine, une nouvelle approche du problème de la guerre. Au lieu d’arrêter un possible conflit d’urgence, ils favorisent la détente internationale, l’arbitrage, que défend Jean Jaurès en 1913, au meeting du Pré-Saint-Gervais.
Les socialistes modérés tentent d’apaiser les tensions entre la France et l’Allemagne, notamment sur le problème de l’Alsace-Lorraine. Certains ont ainsi proposé une compensation à l’Allemagne pour la perte de cette région. La tendance est donc à régler le problème de la guerre par la diplomatie. Les socialistes combattent la loi des « trois ans », qui ramène le service militaire à 3 ans, et fait le jeu du militarisme. De son côté, ayant pris la mesure des possibilités d'action réelle de la CGT, Jouhaux s'oppose finalement aux révolutionnaires qui demandent une grève générale contre cette loi.
L’état d’esprit des socialistes a donc évolué. On ne met plus l’accent sur le sabotage de la mobilisation, mais sur la détente internationale par le rapprochement des opinions publiques française et allemande, et par la lutte contre le militarisme, incarné par la loi des trois ans.
Le poids des forces ouvrières dans la vie nationale des deux États est si fort que la guerre peut, selon eux, être empêchée, sans avoir besoin de faire d’abord disparaître le capitalisme. Le plus important est donc de rassembler les forces ouvrières pour lutter pour la paix. Si, le 18 juillet 1914, Jean Jaurès semble changer d’avis, et prend position pour la grève générale en cas de conflit, c’est surtout parce qu’il désire augmenter les chances d’empêcher la guerre par une action simultanée. Les moyens d’empêcher la guerre sont donc pour Jaurès, l’intervention parlementaire, les manifestations populaires, et des grèves simultanées dans les pays belligérants (action commune avec l’Allemagne).

## La résignation et le retournement du mouvement ouvrier

### L’opposition à la guerre et l’union des forces ouvrières
Mais malgré tous les efforts de Jaurès, les évènements sont en marche et ne peuvent être arrêtés. Le 24 juillet 1914, l’Autriche adresse un ultimatum à la Serbie.
La CGT s’inquiète et en appelle aux forces ouvrières. Jouhaux, secrétaire général de la CGT, lance « À bas la guerre ! » et appelle à une manifestation contre la guerre, le 27 juillet, dans « La Bataille syndicaliste ». Dès que la guerre est déclarée entre l’Autriche et la Serbie, le 28 juillet, la CGT appelle les ouvriers à rester fermes, même si celle-ci est en réalité troublée et incertaine sur la conduite à prendre, face à un gouvernement dont elle a approuvé la politique de paix.
Du côté de la SFIO, on voit le salut dans la diplomatie des gouvernements. Jaurès est favorable à la diplomatie, à l’arbitrage. Comme il le dit en 1913 au Pré-Saint-Gervais : « L’ennemi du prolétariat, ce sera le gouvernement qui refuse l’arbitrage ».
Ainsi, les socialistes soutiennent le gouvernement, ce qui est en contradiction avec toutes leurs déclarations enflammées contre le gouvernement qu’ils taxent autrefois de bellicisme. Cela montre aussi que le Parti socialiste ne soutient pas la politique de la CGT et leur manifestation du 27 juillet. En effet, Jaurès désire que l’action ouvrière soit internationalement coordonnée, et prône la mesure. Jaurès finit par obtenir un congrès de l’Internationale à Paris, prévu pour le 9 août.
Finalement, Jaurès parvient à se rallier la CGT, qui adhère à sa conception de lutte pour la paix et abandonnera la sienne. En effet, le gouvernement réprime sévèrement les actions de la CGT, en interdisant ses réunions, en arrêtant ses membres et en réprimant ses manifestations, et conjuguée à cela, la pression des socialistes pour la convaincre de les rejoindre, l’amène à renoncer à l’action révolutionnaire contre la guerre. Ainsi, le 31 juillet 1914, syndicalistes et socialistes sont réunis dans la même conception de la lutte ouvrière pour la paix. C’est le triomphe de Jaurès. Mais celui-ci est de courte durée, car le même jour, il est assassiné.

### La résignation et l’Union sacrée
Le 1er août, l’Allemagne et la France décrètent la mobilisation générale. L’assassinat de Jaurès, la veille, avait désemparé le mouvement ouvrier. Les dirigeants, qui ont soutenu l’effort de paix du gouvernement, pensent ne plus pouvoir désavouer celui-ci, et renoncent à la lutte contre la guerre. La défense nationale devient la priorité. Le pays désormais menacé, il faut le défendre. Il ne semble plus y avoir d’espoir de sauver la paix. Le Parti socialiste se résigne, devant son « devoir envers la patrie » (en effet, Jaurès ne rejette pas le patriotisme, qui selon lui va de pair avec l’internationalisme).
La CGT se résigne également, submergée par les événements, et constate son impuissance. Lors des obsèques de Jaurès, Léon Jouhaux prononce un discours à tonalité patriotique, et déclare faire la guerre contre l’impérialisme et le militarisme allemand, et non contre l’Allemagne. « La classe ouvrière, le cœur meurtri », se résigne. Elle combat contre les Empereurs d’Allemagne et d’Autriche, en « soldats de la liberté ». Dans ce discours capital, Jouhaux renonce donc à considérer la classe ouvrière comme étrangère à la patrie : il considère désormais que la classe ouvrière fait partie de la nation et doit défendre la République. Le mouvement ouvrier, puisqu’il n’a pas pu empêcher l’entrée en guerre, se rallie majoritairement à la défense nationale.
Le ralliement de la CGT à « l’Union sacrée » (expression de Poincaré) et l’entrée de dirigeants socialistes dans le gouvernement provoquent de sérieux remous dans le monde ouvrier. Dans la classe ouvrière, il est d’usage de dire : « Un prolétaire n’a pas de patrie », or cela est en contradiction avec la guerre, qui n’est qu’un attentat contre la classe ouvrière et un moyen de diversion à ses revendications.
Une minorité s’élève contre le ralliement de la CGT : la minorité internationaliste de la CGT et les pacifistes du Syndicat des Instituteurs. L’Union sacrée est condamnée par une minorité, dont Alfred Rosmer de « La Bataille syndicaliste », Pierre Monatte, Raoul Lenoir, et Raymond Péricat, qui a immédiatement demandé l’insurrection contre la guerre et la grève générale.
En 1915, a lieu la Conférence internationale contre la guerre à Zimmerwald, réunissant une quarantaine de militants de la gauche socialiste internationale de tous pays. Entre les « pacifistes » comptant sur la négociation pour mettre fin à la guerre et les « révolutionnaires » qui souhaite changer la guerre en révolution, le débat est rude. La conférence exige des socialistes qu’ils fassent tout leur possible pour la rupture de l’Union sacrée, et se consacrent à l’action pacifiste et révolutionnaire.
Mais les membres de la conférence ne sont guère entendus, et même si certains voient dans la lutte contre la guerre la possibilité de faire une révolution en Allemagne et d’instaurer une république socialiste, la majorité des socialistes restent passifs ou acquis à l’Union sacrée.
Des militants internationalistes opposés à la guerre créent en 1915 le Comité pour la reprise des relations internationales (CRRI), qui « fut le centre nerveux du pacifisme militant en France de 1915 à 1918 ».
Des socialistes minoritaires (hostiles à la guerre) créent en 1916 le journal Le Populaire, dirigé par Jean Longuet.